# NGC 1325A
NGC 1325A في الفهرس العام الجديد، هي مجرة، تقع في كوكبة النهر. اكتشفت بواسطة ويليام هيرشل.

## روابط خارجية
- NGC 1325A على موقع ويكي سكاي: DSS2, SDSS, GALEX, IRAS, Hydrogen α, X-Ray, Astrophoto, Sky Map, Articles and images